# Il triangolo d'oro
Il triangolo d'oro (Le triangle d'or) è un romanzo dello scrittore francese Maurice Leblanc. Apparso per la prima volta sul quotidiano parigino Le Journal, tra il 6 giugno e il 3 agosto 1917, fu poi pubblicato in forma di libro nel 1918, per i tipi dell'editore Pierre Lafitte, amico personale del romanziere.

## Trama
L'azione si sviluppa nel 1917, in piena prima guerra mondiale, ed è contemporanea all'epoca della sua creazione. Il capitano Patrice Belval, mutilato di guerra, ama l'infermiera che lo ha curato, e che conosce sotto il nomignolo di mamma Coralie. Patrice viene accidentalmente a sapere che contro la ragazza si sta ordendo un rapimento: subito organizza una squadra di commilitoni mutilati ma coraggiosi e sventa la manovra. Una serie di colpi di scena lo portano poi a scoprire che Coralie è sposata - infelicemente -  col banchiere Essarès bey, che questi sta accaparrando sul mercato un enorme quantitativo d'oro, e che il ratto era organizzato da una banda che intendeva impadronirsi di questo tesoro. Inoltre apprende che da anni lui e Coralie sono connessi con un oscuro legame che risale al padre di lui e alla madre di lei, loro omonimi ed anch'essi innamorati. Gli eventi precipitano con l'assassinio di Essarès bey e la scomparsa dell'oro, il pericolo appare grave e l'attendente di Patrice si offre di far intervenire, valendosi di suoi misteriosi contatti, il noto avventuriero Arsène Lupin.
Ed in effetti il ladro gentiluomo entra in scena giusto in tempo per salvare da un'orribile morte i due innamorati ed assumersi la responsabilità dei caso: dopo una serie di colpi di scena Lupin sventa  le trame di Essarès e del misterioso Siméon, salva ancora una volta la vita di Coralie , recupera l'oro restituendolo allo stato francese, e svela ai due innamorati la vera storia del loro antico legame e dell'infelice amore dei loro genitori. Patrice e Coralie sono ora liberi di amarsi e Lupin scompare  senza clamore come è nel suo stile di vita.

## Personaggi
- Patrice Belval: capitano.
- Coralie: infermiera.
- Ya Bon: senegalese, già attendente di Patrice.
- Essarès Bey: banchiere, nemico della Francia e dei due giovani, anche se ha amato Coralie.
- Siméon Diodokis: assistente di Essarès.
- Arsène Lupin : il ladro gentiluomo.

## Critica
La storia, classico feuilleton di buona fattura che segue i canoni tradizionali del genere, vive principalmente del suo protagonista, e difatti è solo con il suo ingresso che prende il volo. Arsène Lupin è uno di quei personaggi che trascendono il genere e brillano di luce propria. 'E un malvivente , come il suo contemporaneo Fantomas, ma mentre quest'ultimo è luciferino Arsène è solare, simpatico, elegante, metà gaglioffo e metà Robin Hood, e in questa vicenda ha il ruolo di deus ex machina. Singolare come a cavallo di secolo i francesi amino questi personaggi fuorilegge sì, ma capaci di imprese titaniche, quasi supereroi dei quali un popolo che convive da decenni col timore del nemico dell'est avverte particolarmente  l'esigenza. Ed è quindi naturale che il più "presentabile" dei due venga arruolato per difendere la Francia che è impegnata in una lotta sanguinosa e disperata contro - manco a dirlo - quello stesso nemico. Ed ecco quindi Arsène  intervenire per contribuire allo sforzo bellico con il recupero di un enorme tesoro del quale oscuri nemici stavano cercando di depauperare la Patrie, e dopo quest'impresa fuggire senza neppure rivelare la sua identità, rinunciando alla gloria. Certo in questa storia mancano i suoi soliti ruoli di dandy, seduttore, bon vivant, ma la parte "buona" del personaggio ne esce fuori ingigantita a tutto vantaggio della sua leggenda.